# الحافظ عثمان
حافظ عثمان (1052 هـ - 1111 هـ / 1642 - 1699م)، بالتركي Hâfız Osman هو خطاط عثماني.
ولد في الآستانة. تعلم الخط على الشيخ درويش علي ثم على صويولجي، ثم قلّد حمد الله الأماسي. علّم السلطان مصطفى الثاني والسلطان أحمد الثالث فنال حظوة. أصيب بالفالج وتوفي سنة 1111 هـ.
كتب خمسة وعشرين مصحفا.، وهو من ابتكر الزخرفة المعروفة بالحلية الشريفة

## آثاره

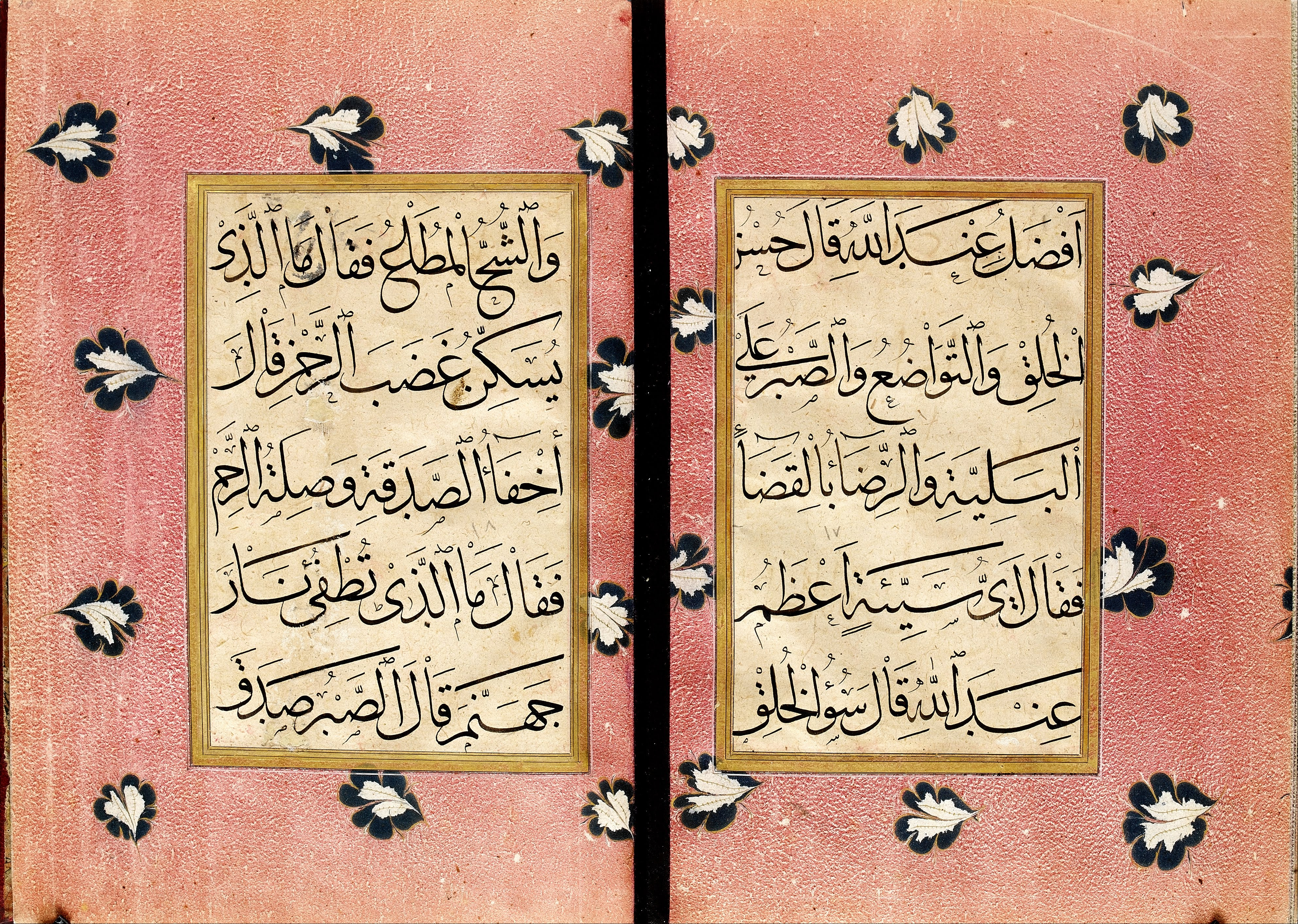
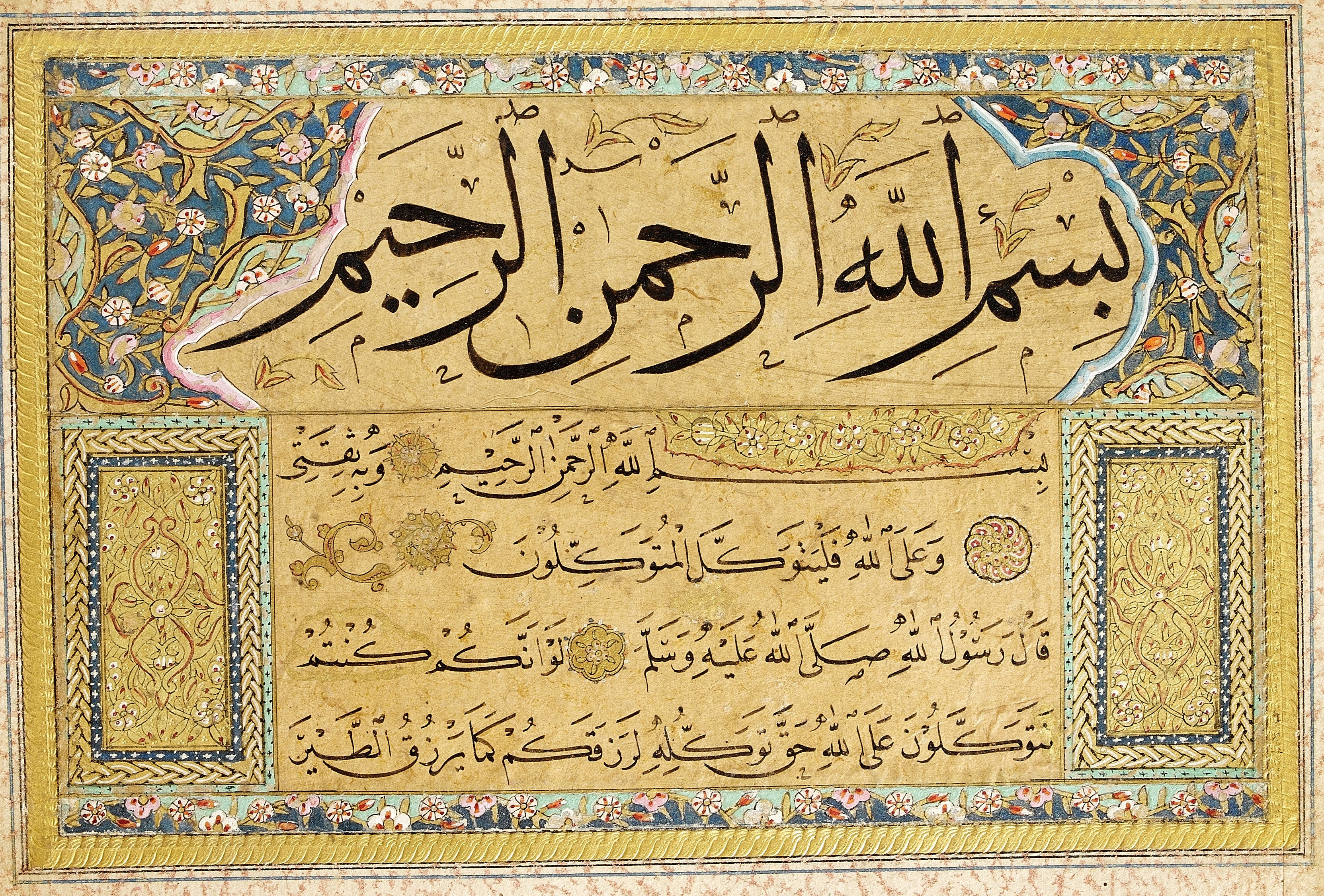
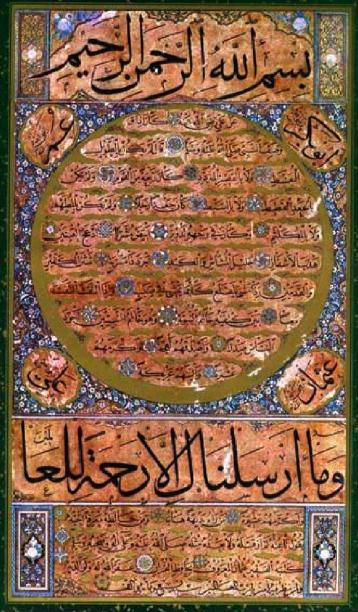
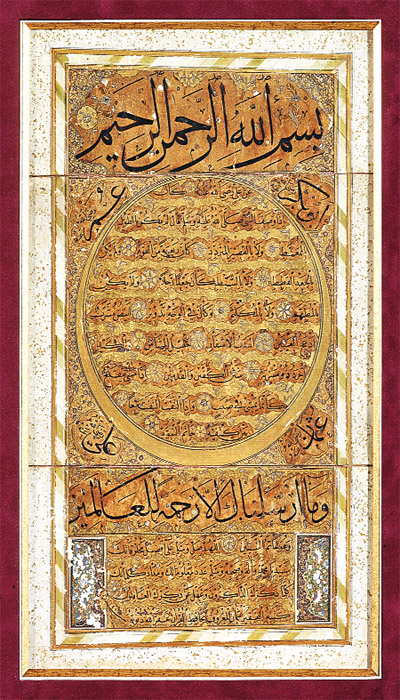
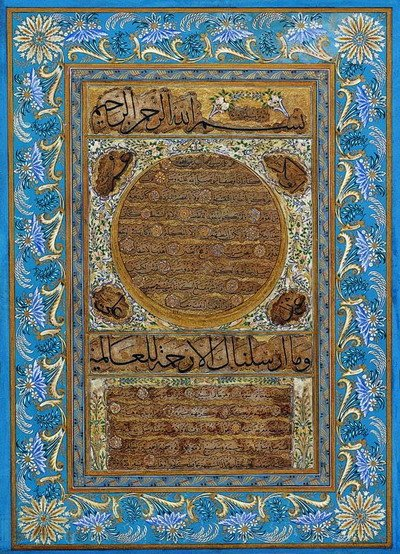

نماذج من آثار الحافظ عثمان: